# Beau (ruisseau)
Pour les articles homonymes, voir Beau.
Le Beau est un ruisseau du sud-ouest de la France et un affluent du Né, c'est-à-dire un sous-affluent de la Charente. Il arrose le département de la Charente (région Nouvelle-Aquitaine).

## Géographie
D'une longueur de 22,4 kilomètres, le Beau prend sa source sur la commune de Chillac à l'altitude 140 mètres, à l'ouest du château de Chillac. Un peu plus au nord du château, près du Grand Chiron, sa source principale est la Grand Font. Le Beau s'appelle ruisseau de la Grande Fontaine près de sa source, sur la commune de Chillac.
Il coule globalement du sud vers le nord.
Il conflue à l'extrémité nord-ouest de la commune de Saint-Médard, à l'altitude 36 mètres, près du lieu-dit et hameau de la Roche, au sud de la commune Touzac et au nord de Barbezieux-Saint-Hilaire.

## Hydronymie
Les formes anciennes sont aqua Baudi en 1211. Francisé en Beau plus tard.

## Communes et cantons traversés
Dans le seul département de la Charente, le Beau traverse huit communes et trois cantons :
- dans le sens amont vers aval : Chillac (source), Berneuil, Condéon, Challignac, Salles-de-Barbezieux, Saint-Bonnet, Vignolles, Saint-Médard (confluence).

Soit en termes de cantons, le Beau prend sa source dans le canton de Brossac, traverse le canton de Baignes-Sainte-Radegonde, conflue dans le canton de Barbezieux-Saint-Hilaire.

Le Beau au printemps
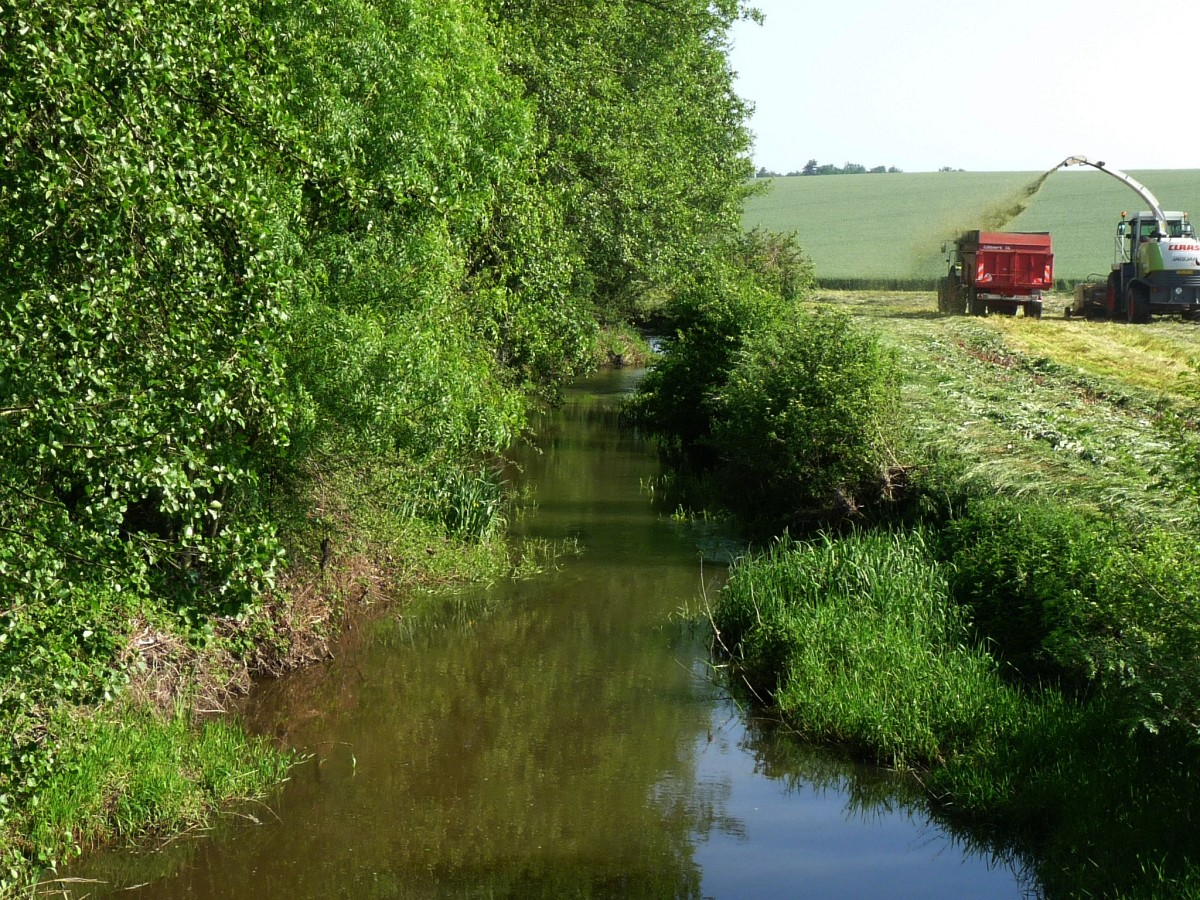
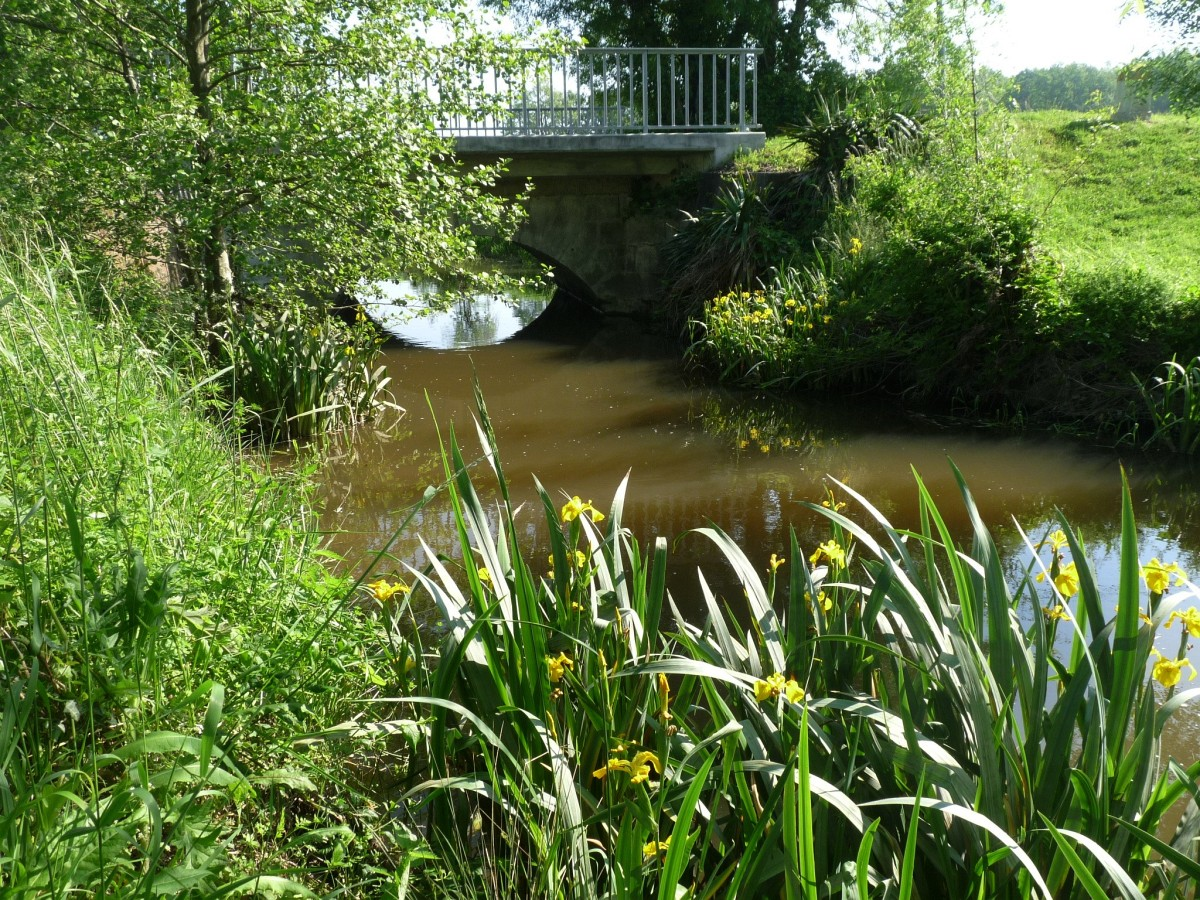
Au pont de la D.24, entre Challignac et Salles aux Terrodes, vue vers l'aval
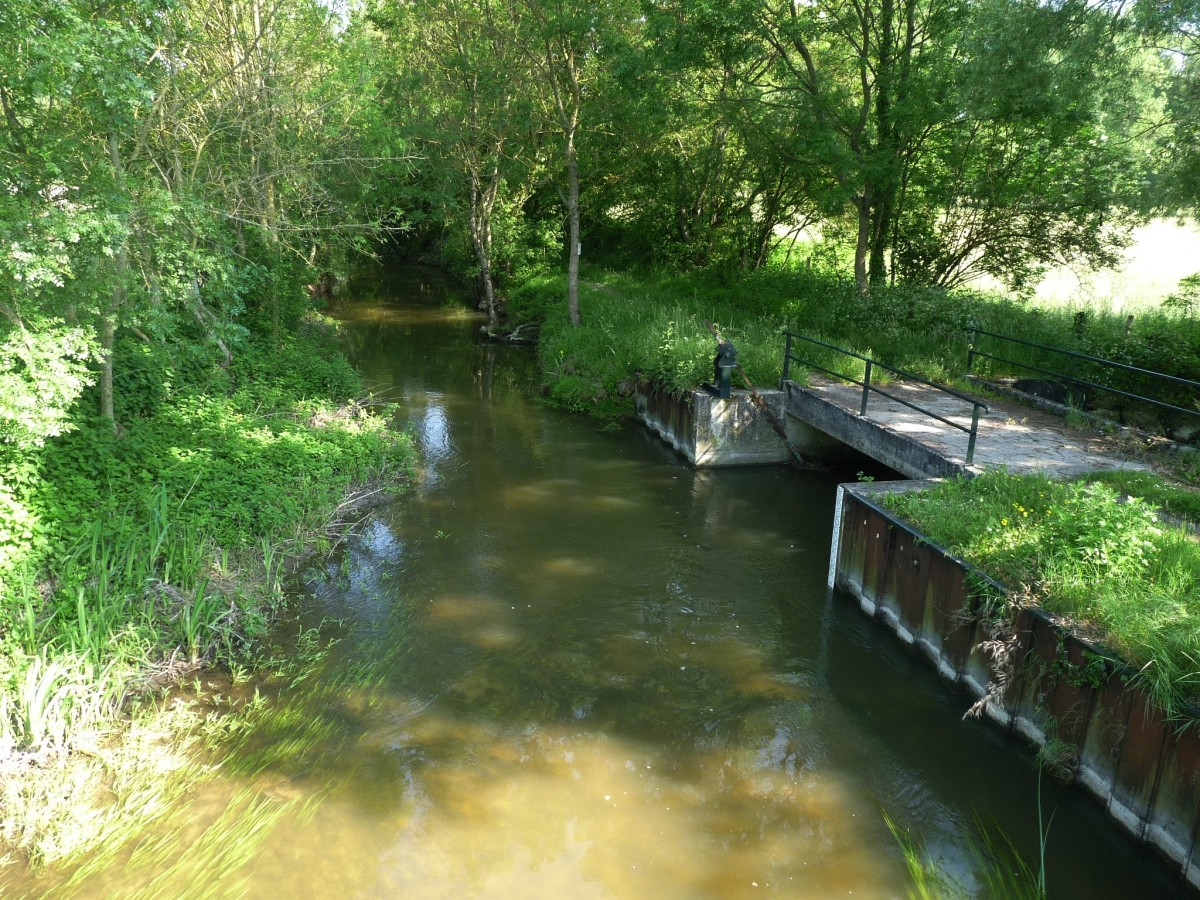
À Saint-Médard

## Affluents
Le Beau a deux affluents référencés :
- le ruisseau Gourdine (ou le Gabout[2]) (rg) 11,3 km, sur les six communes de Berneuil, Challignac, Chillac, Condéon, Oriolles et Salles-de-Barbezieux.
- le Condéon (rg) 14,6 km, sur les cinq communes de Barbezieux-Saint-Hilaire, Condéon, Reignac, Saint-Bonnet et Salles-de-Barbezieux.

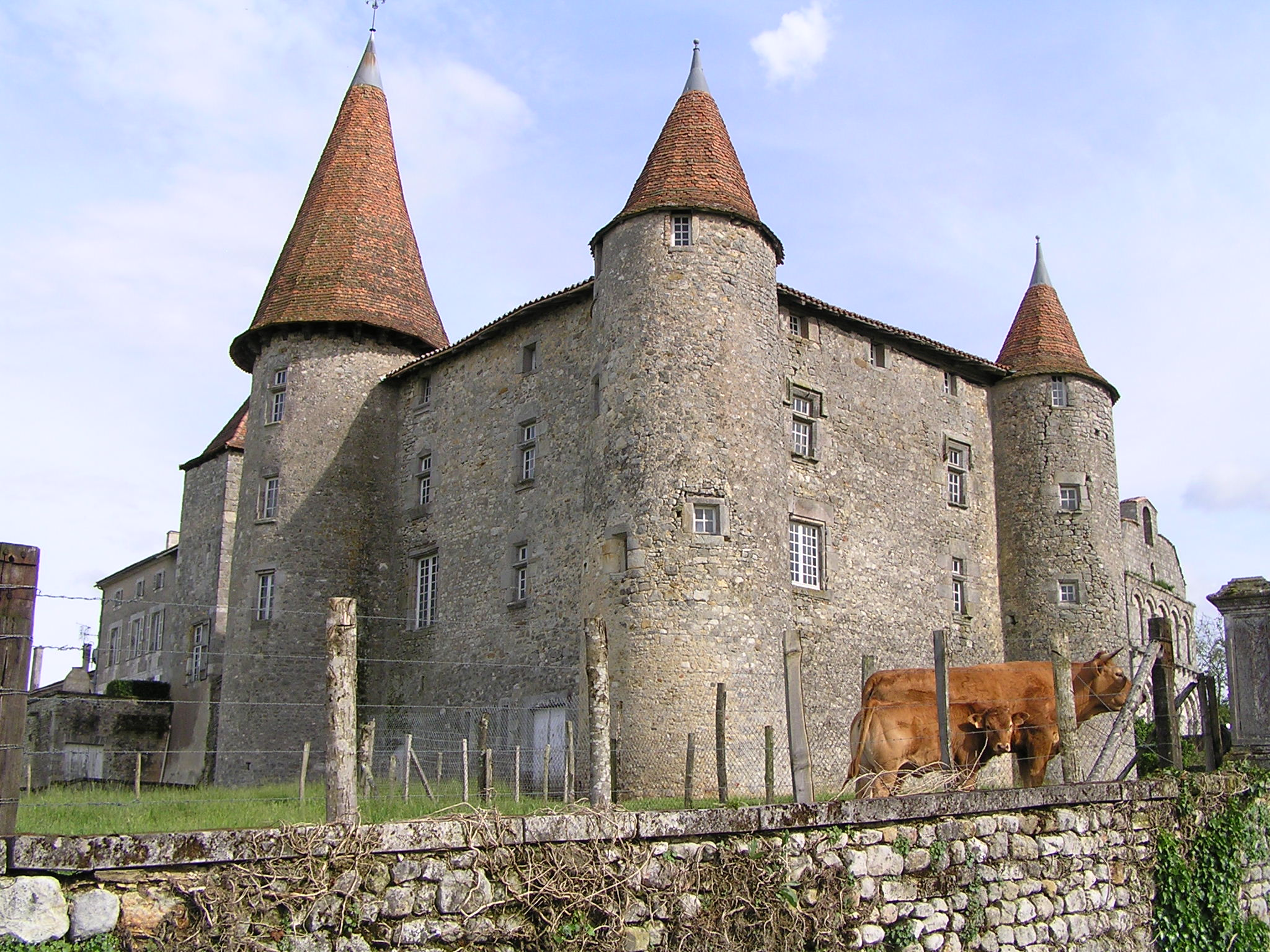
Château de Chillac